# Zoran Vujčić
Zoran Vujčić (Čabar, 2 ottobre 1961) è un ex calciatore croato, di ruolo attaccante.